# Nikinsaari (ö i Norra Savolax, Kuopio)
Nikinsaari är en ö i Finland. Den ligger i sjön Juurusvesi och Akonvesi och i kommunen Siilinjärvi i den ekonomiska regionen  Kuopio ekonomiska region  och landskapet Norra Savolax, i den centrala delen av landet, 400 km norr om huvudstaden Helsingfors. Öns area är 21,5 hektar och dess största längd är 1,1 kilometer i sydöst-nordvästlig riktning.